# Haemaphysalis megalaimae
Haemaphysalis megalaimae är en fästingart som beskrevs av Rajagopalan 1963. Haemaphysalis megalaimae ingår i släktet Haemaphysalis och familjen hårda fästingar. Inga underarter finns listade i Catalogue of Life.